# Nubia Muñoz Calero
Nubia Muñoz Calero, ODB (Cali, 1940) es una reconocida científica médica colombiana. Nominada por la Asociación Internacional de Epidemiología al Premio Nobel en 2008  por sus avances en el estudio de una vacuna contra el virus del papiloma humano.

## Biografía
Nubia Muñoz nació santiago de  Cali, Colombia,el 7 de febrero de 1940, siendo la primera de su familia en ir a la universidad
Realizó sus estudios en el Liceo Departamental Femenino de la capital del Valle del Cauca. En 1958 ingresó a la Facultad de Medicina de la Universidad del Valle con el primer puntaje en el examen de admisión, graduándose en 1964. Realizó luego una especialización en Patología en 1967 en la misma universidad. Cuenta con estudios de maestría en Salud Pública con énfasis en epidemiología del cáncer de la Escuela de Salud Pública de la Universidad Johns Hopkins. Posteriormente realizó estudios de Virología y Epidemiología en el Instituto Nacional de Cáncer (NCI) en Bethesda.

## Carrera científica
Trabajó en el Instituto Nacional del Cáncer en Bethesda, Estados Unidos. Fue Jefe de la Unidad de Estudios de Campo e Intervenciones en la Agencia Internacional para Investigación en Cáncer (IARC), en Lyon, Francia. Es principalmente reconocida por su trabajo que identificó al virus del papiloma humano como agente causal del cáncer de cuello uterino, lo que abrió campo al desarrollo de vacunas contra el virus VPH.
En su larga trayectoria ha dedicado esfuerzo a la lucha contra el cáncer no solo de cuello uterino, si no, también al de hígado y al de estómago por su mayor incidencia en países pobres.

## Premios y reconocimientos
- Doctor honoris causa de la Universidad del Valle
- Premio "Fronteras del Conocimiento" en la categoría de "Cooperación al Desarrollo" (Fundación BBVA), febrero de 2018.[8][9]
- Cruz de Boyacá, República de Colombia en 2011, que es la máxima distinción que concede el Gobierno colombiano.[1]
- "Chevalier de la Légion d’Honneur”, Francia en 2010
- Premio  "Salud Global" - Fundación Gairdner, Canadá en 2009.
- Premio "Brupbacher" para la investigación en cáncer - Fundación Brupbacher en Zúrich, Suiza, en 2009.
- Distinguished Alumni y miembro - “Society of Scholars” de la Universidad de Johns Hopkins
- Distinguished Epidemiologist - Sociedades de Epidemiología de Norteamérica
- Sir Richard Doll -  Asociación Internacional de Epidemiología en 2008.[10]
- Medalla de Honor de la IARC. Lyon, Francia
- "Doctor Honoris Causa" - Universidad de McGill en Canadá.[11]
- Nominada al Nobel de Medicina en 2008
- Premio Fronteras del Conocimiento, en la categoría de Cooperación y Desarrollo, otorgado en 2017 por la Fundación BBVA.